# 卡斯蒂利亚-拉曼恰大学
卡斯蒂利亚-拉曼恰大学（西班牙語：Universidad de Castilla-La Mancha，缩写：UCLM）是一所西班牙大学。该校于1982年6月30日按法案由几个大学中心合并而成。卡斯蒂亚-拉曼查大学是位于西班牙中部同名大区的主要综合性大学，有2.8万多名学生，2300余教师，分布在大区内四个主要城市的四个校区。